# Tracy Chapman
Tracy Chapman, född 30 mars 1964 i Cleveland, Ohio, är en amerikansk singer-songwriter. Hon har vunnit fyra Grammys och sålt platina ett flertal gånger. Hon är känd för sin förmåga att skriva stark och betydelsefull sånglyrik. Hon slog igenom 1987 med låten "Fast Car". Den 20 november 2015 kom hennes samlingsalbum Greatest Hits.
Chapman har alltid haft ett politiskt medvetande och flera av hennes sånger handlar om behovet av rättvisa, till exempel "Talking Bout A Revolution" samt låtar om kvinnomisshandel. Hon har samlat in pengar till antiapartheidrörelsen i Sydafrika och har tack vare sin aktivism blivit hedersdoktor vid Tufts University.

## Diskografi
Album
- 1988 – Tracy Chapman
- 1989 – Crossroads
- 1992 – Matters of the Heart
- 1995 – New Beginning
- 2000 – Telling Stories
- 2001 – Collection
- 2003 – Let It Rain
- 2005 – Where You Live
- 2008 – Our Bright Future